# Okurigana

Un esempio di okurigana nella frase 帰りたくない (kaeritakunai, "non voglio tornare").

Gli okurigana (送り仮名, ?, okurigana, "lettere di accompagnamento") sono suffissi scritti kana (hiragana, per la precisione) che si trovano dopo i kanji nelle parole scritte in giapponese. Essi servono a due scopi: coniugare aggettivi e verbi e dare a particolare kanji un significato specifico.
Ad esempio, il verbo 見 る (miru, "vedere") diventa imperfettivo 見 た (mita, "visto"), dove 見 è la radice lessicale scritta in kanji (con l'uso dei sinogrammi, il significato è inconfondibile), e る e た sono l'okurigana, cioè i caratteri che riguardano la morfologia e l'aspetto grammaticale della lingua giapponese. Con poche eccezioni, l'okurigana viene usata solo per kun'yomi (letture naturali giapponesi), non per on'yomi (letture cinesi, in quanto il lessico sino-giapponese non si inflette e/o coniuga in giapponese) e la loro pronuncia deriva dal contesto, poiché molti sono usati come parti di parole composte (kango).
Quando è utilizzato per esprimere il significato grammaticale di un aggettivo o un verbo, l'okurigana può indicare l'aspetto dell'azione (perfettivo o imperfettivo, cioè azione non finita/in corso e azione finita), il significato affermativo o negativo, o la cortesia/politeness, tra le molte altre funzioni (la cortesia si esprime con l'utilizzo di suffissi onorifici al posto di quelli usati nel registro piano e/o colloquiale). Nell'uso moderno, gli okurigana sono quasi sempre scritti con hiragana; anche il katakana era comunemente usato in passato.